# Drepanosticta hongkongensis
Drepanosticta hongkongensis är en trollsländeart som beskrevs av Wilson 1997. Drepanosticta hongkongensis ingår i släktet Drepanosticta och familjen Platystictidae. Inga underarter finns listade i Catalogue of Life.